# 大不列顛鐵路
大英鐵路（英語：Great British Railways，縮寫：GBR）是一個在英國籌組中的國營鐵路營辦商，負責發展及營運英國的鐵路客運服務。
按照計畫，14間客運服務專營公司的合約期屆滿後，鐵路客運服務將於2025年至2029年期間陸續收歸國有，並轉讓予大英鐵路整合營運。該公司亦將取代英國鐵路網公司，成為大部分鐵路基礎設施的擁有者及管理者。開放式鐵路營辦商、鐵路貨運公司及列車租賃公司則維持由私營企業控制。

## 歷史
英國的鐵路運輸系統，初期由四大私營鐵路公司建立起來；直至《1947年運輸法令》獲工黨政府通過後，逐漸將鐵路國有化，其後鐵路網絡均由公營的英國鐵路營運及管轄。1994年起，馬卓安領導的保守黨政府將全國鐵路私有化，並將基建設施、列車管理、客運服務及貨運業務遂告分拆。
2020年，適值COVID-19疫情肆虐之際，所有客運服務專營公司均與英國運輸部及蘇格蘭政府簽訂協議：客運服務專營權的機制經修訂後，鐵路營辦商將幾乎所有收益及成本風險轉嫁予政府，實質上將該等客運服務暫時重新國有化。

### 威廉斯–夏普斯鐵路檢討
2021年5月8日，約翰遜政府發表《威廉斯–夏普斯鐵路檢討》白皮書，建議成立名為「大英鐵路」的國營企業，並簡化客運服務營運機制。按照報告結論，大英鐵路會負責發售車票、編製時間表等客運業務，並會承擔收益及成本風險；原本的專營權制度將改為外判合約形式，但繼續由私人鐵路公司提供客運服務。
2022年，時任運輸大臣卓雅敏宣布於該屆國會任期內不會推行鐵路改革方案。2023年，當屆會期的英皇致辭宣佈政府正在草擬《鐵路改革法令草案》，以期促成大英鐵路之成立，但未曾列於立法議程中。

### 工黨國有化計畫
2024年4月，工黨承諾如果能在7月大選中獲勝並籌組政府，將會於5年內推進客運鐵路國有化，並由「大英鐵路」承接經營業務。
在2024年度英皇致辭中，施紀賢政府宣布將在本屆國會任期內通過兩項涉及建立大英鐵路的法案：
- 《客運鐵路服務（公有制）法令草案》：將客運服務專營公司在其合約到期後，自動轉讓所有權予政府[12]；2024年11月28日生效[13]。
- 《鐵路法令草案》：正式成立大英鐵路，以整合及營辦英國的客運鐵路網，並改革票價系統及監督貨運鐵路發展[14]；目前仍未提交國會審議。

2024年9月3日，時任運輸大臣賀樂怡宣布將率先成立「影子大英鐵路」的組織，等待《鐵路法令草案》立法程序完成前先作籌組準備。運輸部鐵路營運商行政總裁、鐵路網公司行政總裁及運輸部鐵路服務總監獲指示成立該影子公司，而前西密德蘭郡聯合管理局行政總裁勞拉·肖夫獲任命為影子大英鐵路主席。

## 業務

### 客運服務
|            | 鐵路                 | 日期                 |
| ---------- | -------------------- | -------------------- |
| 已收歸國有 | 倫敦東北鐵路         | 2018年6月24日        |
| 已收歸國有 | 北方列車             | 2020年3月1日         |
| 已收歸國有 | 東南鐵路             | 2021年10月16日       |
| 已收歸國有 | 奔寧特快             | 2023年5月28日        |
| 已收歸國有 | 西南鐵路             | 2025年5月25日        |
| 尚待國有化 | c2c                  | 2025年7月20日        |
| 尚待國有化 | 大盎格利亞           | 2025年秋季           |
| 尚待國有化 | 西米德蘭列車         | 不遲於2026年9月20日  |
| 尚待國有化 | 奇爾特恩鐵路         | 不遲於2027年12月12日 |
| 尚待國有化 | 戈維亞泰晤士連線鐵路 | 不遲於2028年4月1日   |
| 尚待國有化 | 大西部鐵路           | 不遲於2028年6月25日  |
| 尚待國有化 | 東米德蘭鐵路         | 不遲於2030年10月13日 |
| 尚待國有化 | Avanti West Coast    | 不遲於2032年10月17日 |
| 尚待國有化 | 縱貫鐵路             | 不遲於2031年10月12日 |

## 外部連結
- 官方网站